# Daphniphyllum
Daphniphyllum (Blume, 1827) è un genere di piante sempreverdi, l'unico appartenente alla famiglia Daphniphyllaceae (Müll.Arg., 1869), diffuso in estremo oriente e sud-est asiatico.

## Tassonomia

### Specie
All'interno del genere Daphiniphyllum sono attualmente accettate 28 specie:
- Daphniphyllum angustifolium Hutch.
- Daphniphyllum beddomei Craib
- Daphniphyllum borneense Stapf
- Daphniphyllum buchananiifolium Hallier f.
- Daphniphyllum calycinum Benth.
- Daphniphyllum celebense K.Rosenthal
- Daphniphyllum ceramense (T.C.Huang) T.C.Huang
- Daphniphyllum chartaceum K.Rosenthal
- Daphniphyllum dichotomum (T.C.Huang) T.C.Huang
- Daphniphyllum glaucescens Blume
- Daphniphyllum gracile Gage
- Daphniphyllum griffithianum (Wight) Noltie
- Daphniphyllum himalense (Benth.) Müll.Arg.
- Daphniphyllum longeracemosum K.Rosenthal
- Daphniphyllum luzonense Elmer
- Daphniphyllum macropodum Miq.
- Daphniphyllum majus Müll.Arg.
- Daphniphyllum neilgherrense (Wight) K.Rosenthal
- Daphniphyllum papuanum Hallier f.
- Daphniphyllum parvifolium Quisumb. & Merr.
- Daphniphyllum paxianum K.Rosenthal
- Daphniphyllum pentandrum Hayata
- Daphniphyllum scortechinii Hook.f.
- Daphniphyllum subverticillatum Merr.
- Daphniphyllum sumatraense (T.C.Huang) T.C.Huang
- Daphniphyllum teysmannii Kurz ex Teijsm. & Binn.
- Daphniphyllum timorianum (T.C.Huang) T.C.Huang
- Daphniphyllum woodsonianum T.C.Huang